# لايوس موشاي
لايوس موشاي (بالمجرية: Mocsai Lajos) مواليد 10 مارس 1954 في المجر، هو لاعب كرة يد مجري سابق تحول إلى التدريب بعد الاعتزال. مثل منتخب المجر لكرة اليد في 20 مباراة.

## سجل المنافسة
نافس في البطولات التالية (كلاعب أو مدرب):
- بطولة العالم لكرة اليد للرجال 1986
- بطولة العالم لكرة اليد للرجال 2011
- بطولة العالم لكرة اليد للرجال 2013
- بطولة أوروبا لكرة اليد للرجال 2012
- بطولة أوروبا لكرة اليد للرجال 2014
- الألعاب الأولمبية الصيفية 1988
- الألعاب الأولمبية الصيفية 2012
- بطولة العالم لكرة اليد للسيدات 1999
- بطولة العالم لكرة اليد للسيدات 2001
- بطولة العالم لكرة اليد للسيدات 2003
- بطولة أوروبا لكرة اليد للسيدات 1998
- بطولة أوروبا لكرة اليد للسيدات 2000
- بطولة أوروبا لكرة اليد للسيدات 2002